# Acroneuria distinguenda
Acroneuria distinguenda és una espècie d'insecte plecòpter pertanyent a la família dels pèrlids que es troba a Àsia: el subcontinent indi.